# Buddy cop
 Der er for få eller ingen kildehenvisninger i denne artikel, hvilket er et problem. Du kan hjælpe ved at angive troværdige kilder til de påstande, som fremføres i artiklen.

Buddy cop er en film- og tv-genre med handlinger, der involverer to mennesker med meget forskellige og modstridende personligheder, som er tvunget til at arbejde sammen for at opklare en forbrydelse og/eller besejre forbrydere, og nogle gange lærer de af hinanden i processen.